# Füleki buszpályaudvar
A  buszpályaudvar a térség tömegközlekedésének az egyik központja, üzemeltetője a SAD Lučenec, a.s.

## Története
Az építkezés 1980-as években kezdődött. A pályaudvar 5 megállóhellyel rendelkezik. 2016-ban az egész állomást felújították.

## Forgalma
| Járat  | Útvonal                                             | Gyakoriság |
| ------ | --------------------------------------------------- | ---------- |
| 606410 | Fülek, vasútállomás – Tajti                         | naponta 7  |
| 606411 | Losonc, autóbusz-állomás – Sátorosbánya, államhatár | naponta 12 |
| 606422 | Losonc, autóbusz-állomás – Ragyolc, Abroncsos       | naponta 10 |
| 606440 | Fülek, vasútállomás – Susány                        | naponta 7  |
| 606444 | Fülek, posta – Rátkapuszta, Telep                   | naponta 5  |
| 606445 | Fülek, Novona – Ipolynyitra                         | naponta 8  |
| 609418 | Rimaszombat, autóbusz-állomás – Fülek, vasútállomás | naponta 12 |

## Képgaléria

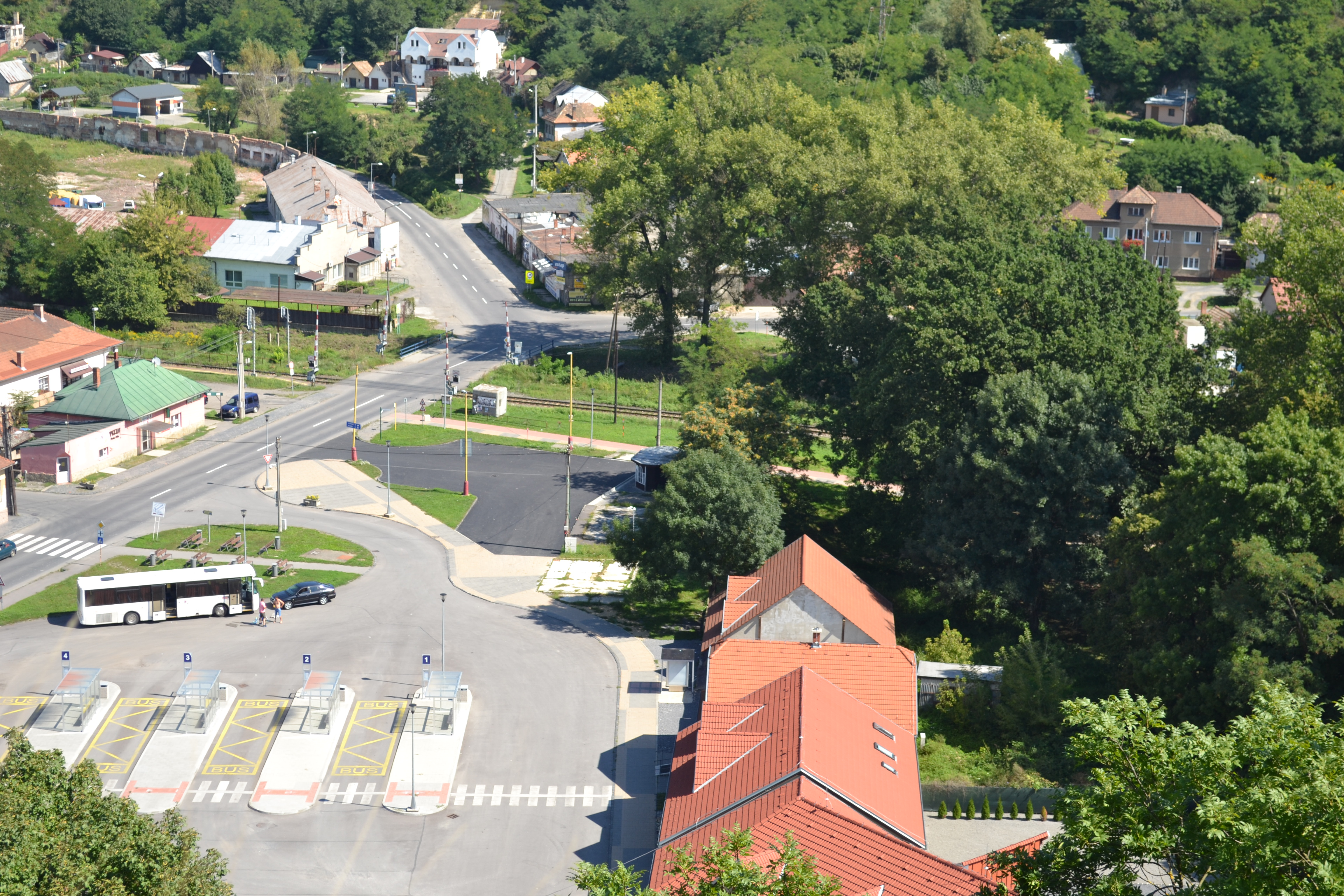
A pályaudvar a várból
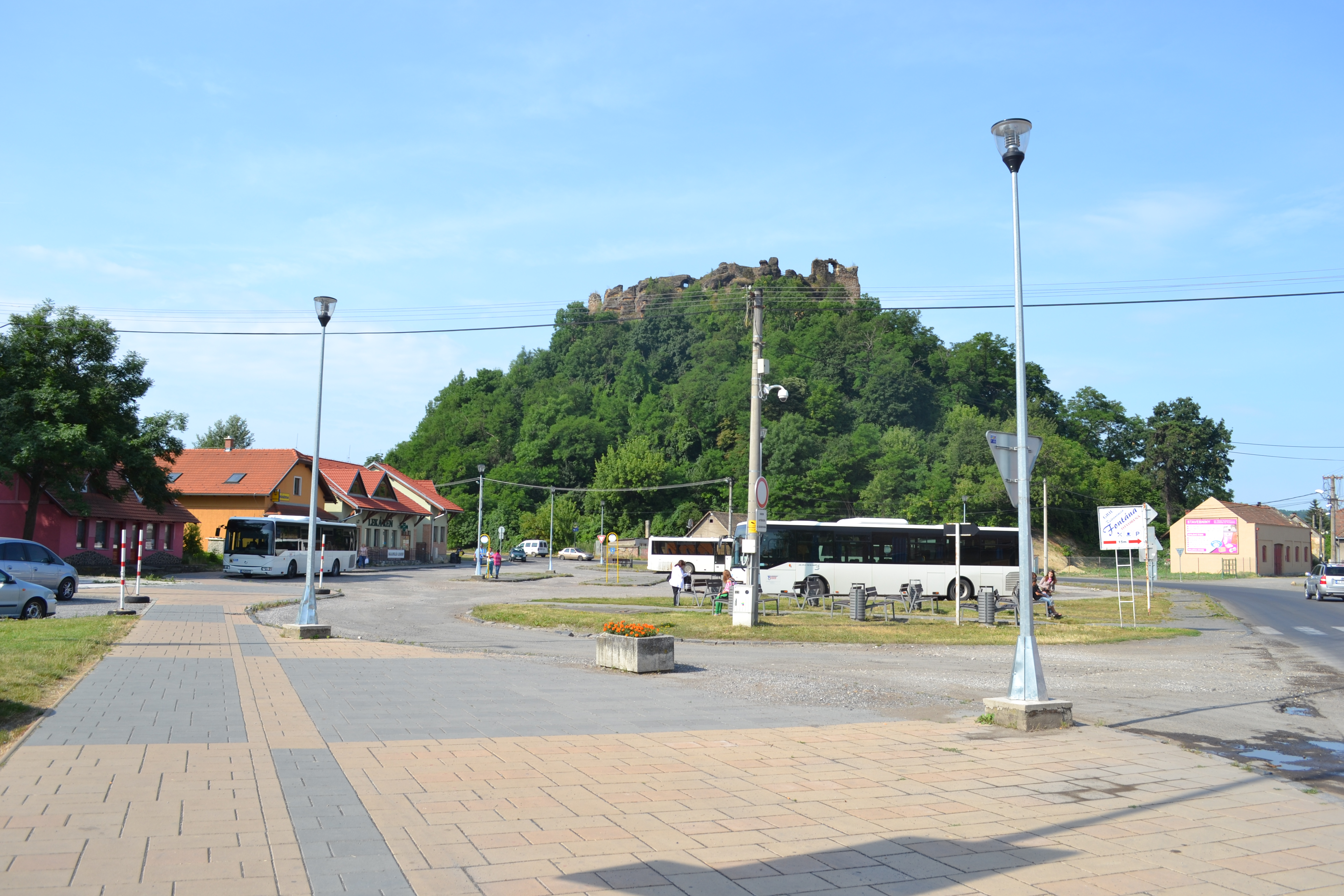
A pályaudvar a felújítás után, háttérben a várral